# Râul Cracăul Alb
 Pentru alte sensuri ale toponimicului, a se vedea pagina Cracău 
Râul Cracăul Alb este unul din cele două brațe care formează râul Cracău. 

## Hărți
- Parcul Vânători-Neamț